# Miguel Vargas Soto
Miguel Alejandro Vargas Soto (Santiago, Chile, 22 de enero de 1975) es un exfutbolista chileno. Jugaba como Mediocampista.

## Trayectoria

### Como jugador
Un producto de las divisiones inferiores de Colo-Colo, comenzó a ver minutos en el primer equipo teniendo a Arturo Salah como entrenador.Realizó 5 apariciones durante el campeonato de Primera División 1988, como también en la Copa Libertadores.Además, participó en la temporada 1995 con el equipo albo.Durante las temporadas 1987 y 1989, jugó cedido a préstamo en Rangers.
En la Primera División de Chile, también jugó en Deportes Antofagasta (1992), Coquimbo Unido (1994),Unión Española (1996)y Palestino (1997). Mientras que en la Primera B formó parte de los planteles de Audax Italiano (1991),Magallanes (1993) y Santiago Morning (1998).
En el extranjero, defendió los colores del O.F.I. Creta F.C. de la Superliga de Grecia entre 1999 y 2000, siendo el tercer jugador chileno en jugar en el club, tras Alejandro Hisis y Jaime Vera.

### Como entrenador
Comenzó su carrera de entrenador en las escuelas de fútbol de Colo-Colo,y desde el 2019 dirige en las divisiones inferiores del conjunto albo.

## Clubes
| Club                            | País   | Año       |
| ------------------------------- | ------ | --------- |
| Colo-Colo                       | Chile  | 1987-1990 |
| → Rangers (cedido)              | Chile  | 1987      |
| → Rangers (cedido)              | Chile  | 1989      |
| → Audax Italiano (cedido)       | Chile  | 1991      |
| → Deportes Antofagasta (cedido) | Chile  | 1992      |
| → Magallanes (cedido)           | Chile  | 1993      |
| → Coquimbo Unido (cedido)       | Chile  | 1994      |
| Unión Española                  | Chile  | 1996      |
| Palestino                       | Chile  | 1997      |
| Santiago Morning                | Chile  | 1998      |
| O.F.I. Creta F.C.               | Grecia | 1998-2000 |

## Palmarés

### Campeonatos nacionales
| Título           | Club      | País  | Año  |
| ---------------- | --------- | ----- | ---- |
| Copa Chile       | Colo-Colo | Chile | 1988 |
| Primera División | Colo-Colo | Chile | 1990 |